# Enna (stad)
Enna is een stad op Sicilië, Italië en hoofdstad van de gelijknamige provincie; het inwoneraantal is bijna 31.000 (2005).
Met haar ligging op 942 meter boven zeeniveau is de stad, in het hart van Sicilië, de hoogst gelegen provinciehoofdstad van Italië.

## Geschiedenis
Enna werd mogelijk al rond 1000 voor Christus gesticht door de Siciliërs, en is sindsdien altijd bewoond geweest. Door haar hoge en centrale ligging is de stad altijd van strategisch belang geweest. In de oudheid heette de stad Henna of Castrum Hennae. In latere tijden, namelijk onder Byzantijnse dominantie heette de stad Castro Yannis, wat later in het Italiaans Castrogiovanni werd. Sinds 1927 heet de stad weer Enna.
Enna was het middelpunt van de eerste grote slavenopstand uit de Romeinse geschiedenis, van 135 tot 132 v.Chr., onder leiding van de Syrische slaaf Eunus.

## Monumenten
De belangrijkste monumenten van Enna zijn het Kasteel van Lombardije (uit de 13e eeuw) met zijn zes torens, en de Toren van Frederik, beide gebouwd door keizer Frederik II.

## Station
Het station van Enna bevindt zich aan de voet van de rotsheuvel waarop de stad gelegen is.

## Afbeelding

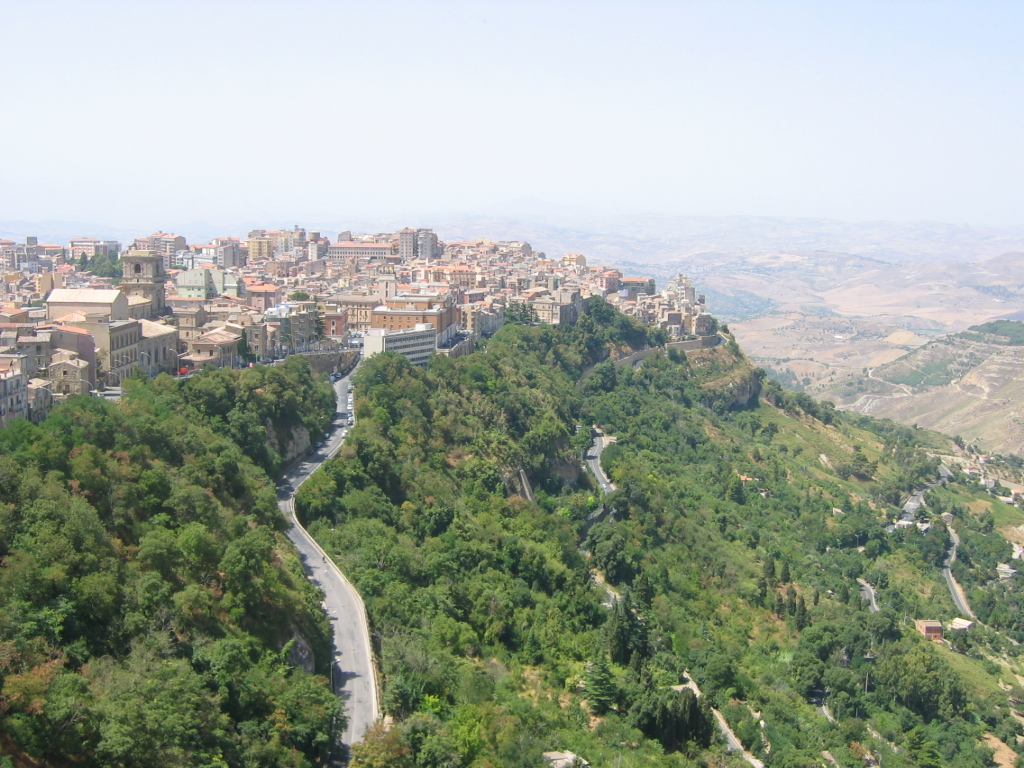
Zicht op Enna
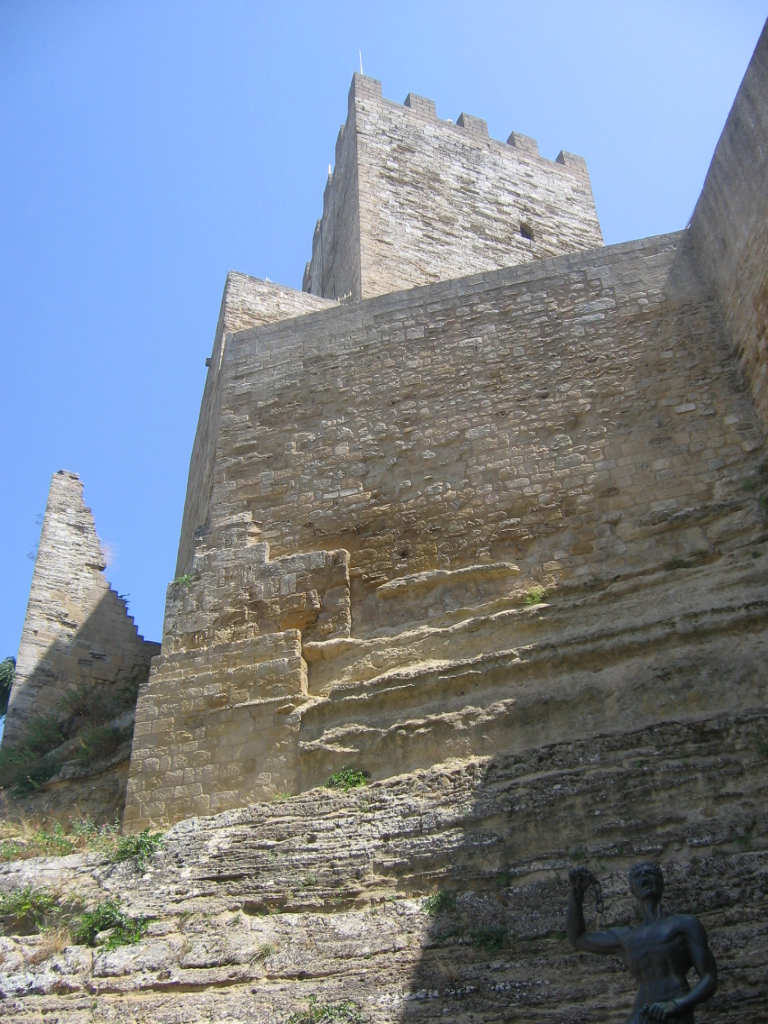
Kasteel van Lombardije
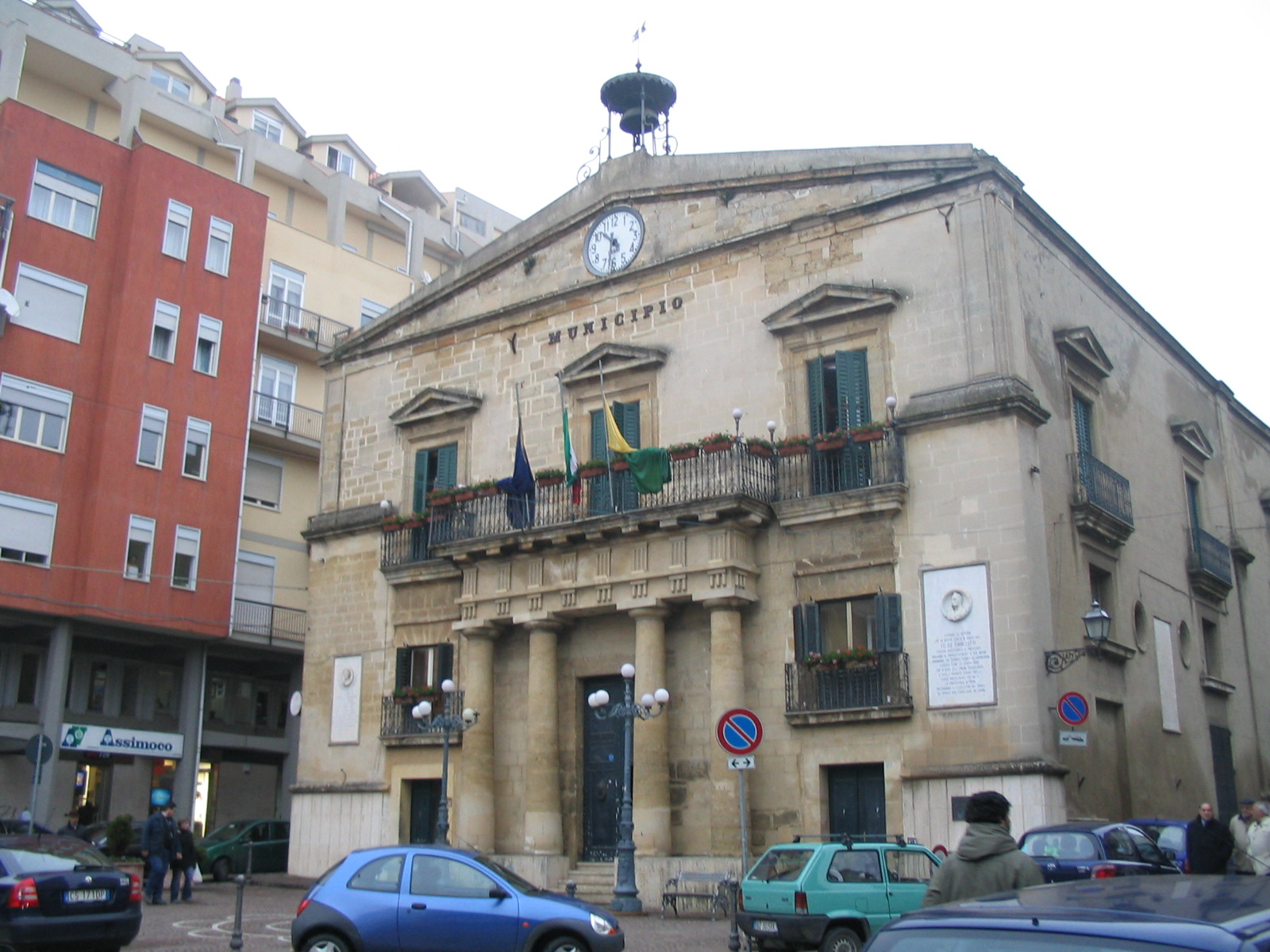
Stadhuis
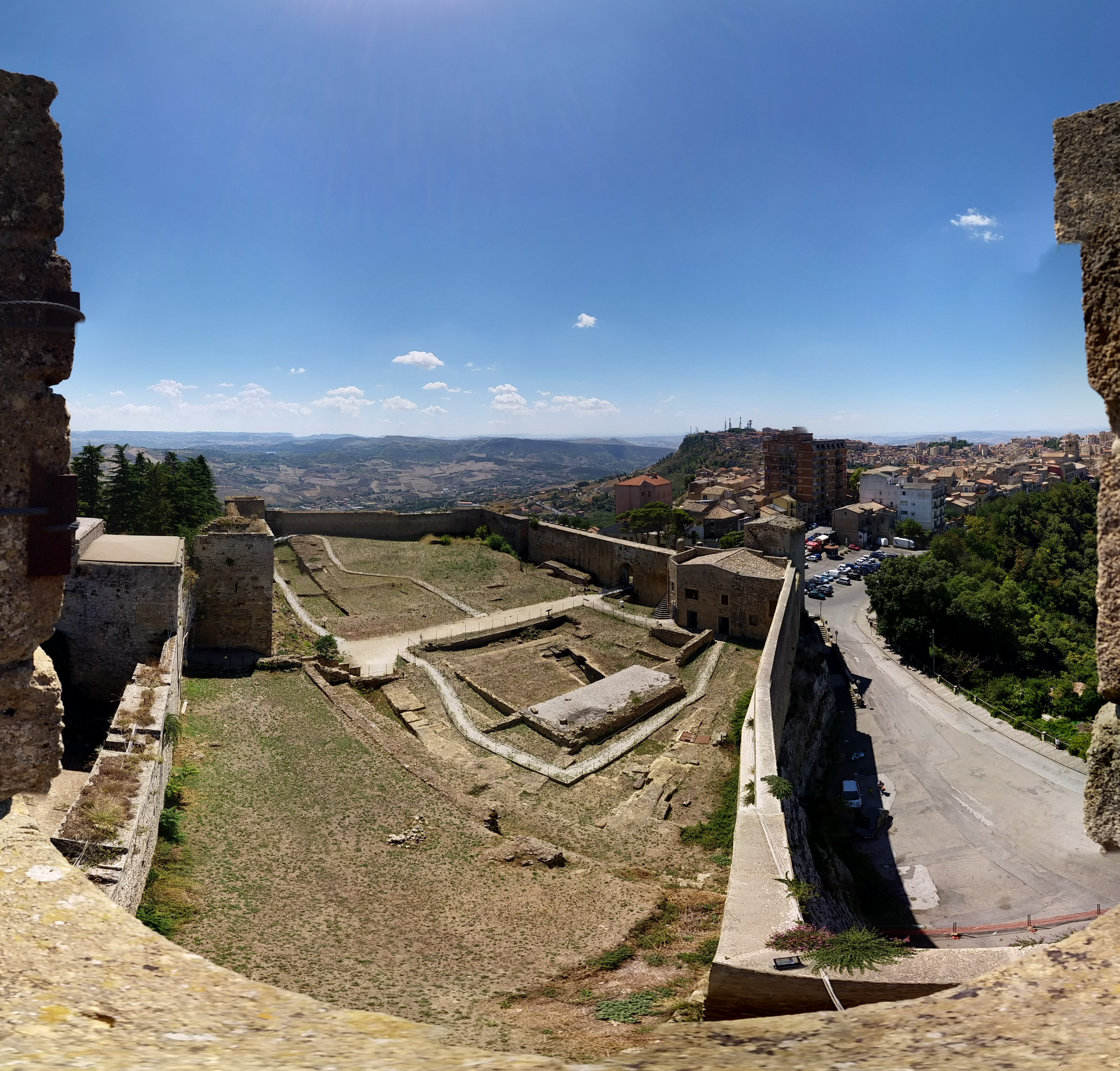
360° uitzicht Kasteel van Lombardije
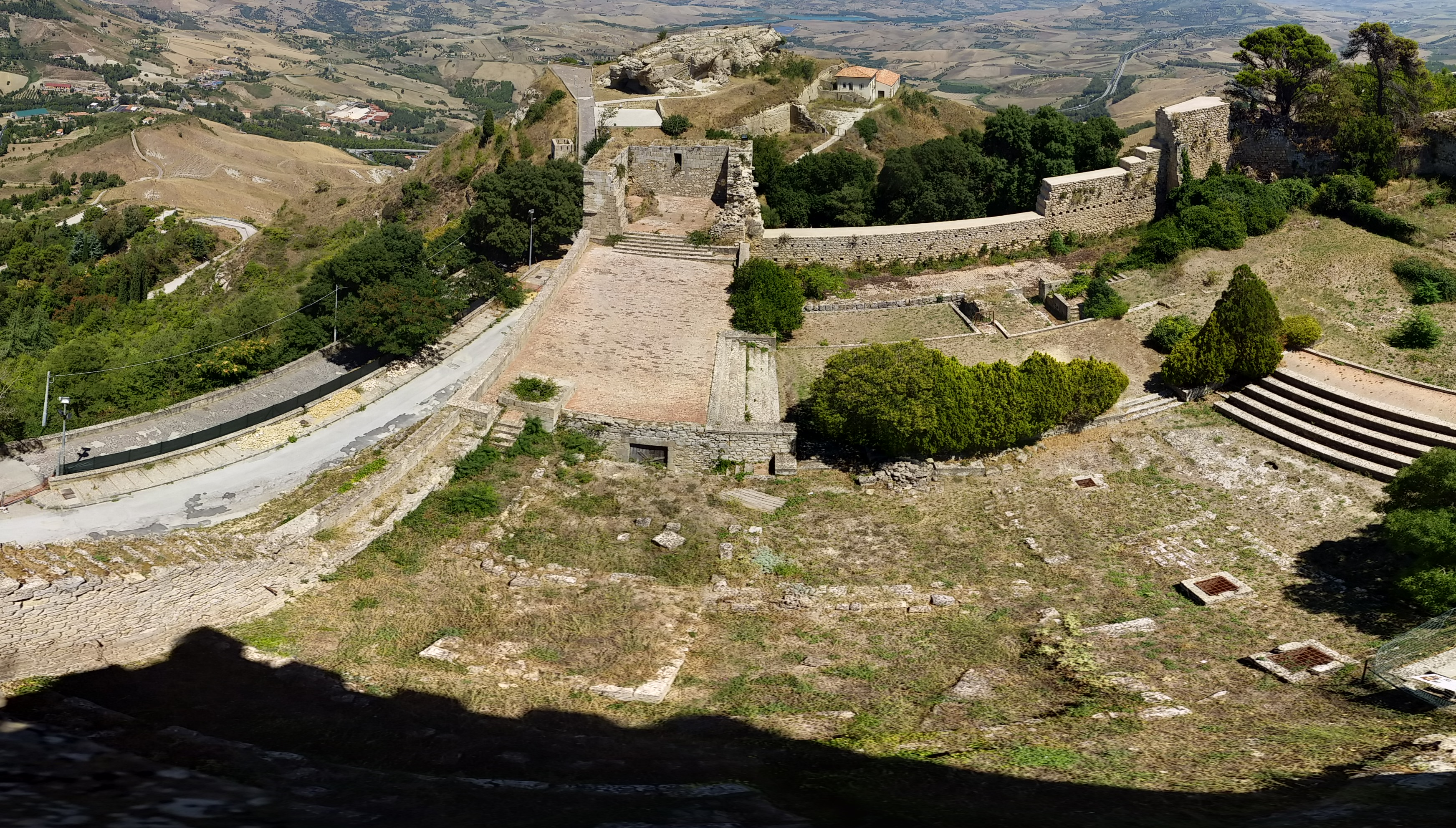
360° uitzicht Kasteel van Lombardije
panorama vanaf Kasteel van Lombardije